# Herbert Mayer (Tischtennisspieler)
Herbert Mayer (* 1937 oder 1938) ist ein deutscher Tischtennisspieler. Er nahm an der Weltmeisterschaft 1959 teil.

## Werdegang
Herbert Mayer begann mit dem Tischtennissport beim Verein TSV Obergünzburg. Mit dessen Herrenmannschaft spielte er in den 1950er Jahren in der Oberliga, der damals höchsten deutschen Spielklasse. Von hier wechselte er um 1957 zum TTC Burgkunstadt und 1959 zum Post SV München. Mit Josef Seiz wurde er 1957/58 Bayerischer Meister im Doppel. Anfang 1962 kehrte Herbert Mayer zu seinem Heimatverein TSV Obergünzburg. zurück.
1959 wurde Mayer für die Individualwettbewerbe der Weltmeisterschaft in Dortmund nominiert. Hier schied er im Doppel mit Herbert Marx in der ersten Runde gegen Zbigniew Calinski/Janusz Kusinski (Polen) aus.

## Turnierergebnisse
| Verband | Veranstaltung     | Jahr | Ort      | Land | Einzel | Doppel     | Mixed        | Team |
| ------- | ----------------- | ---- | -------- | ---- | ------ | ---------- | ------------ | ---- |
| FRG     | Weltmeisterschaft | 1959 | Dortmund | FRG  | Qual   | letzte 128 | keine Teiln. |      |